# Keshet Deutschland
Keshet Deutschland ist ein Verein queerer Menschen in der jüdischen Gemeinschaft. Der Verein wurde 2018 in Berlin gegründet und hat das Ziel, jüdische LGBTQI-Menschen sichtbarer zu machen, und fordert deren Gleichberechtigung. Keshet (קשׁת) ist das hebräische Wort für „Bogen“, „Regenbogen“ oder „Spektrum“. Keshet Deutschland ist der einzige überregionale queer-jüdische Verein. Er hat nach eigenen Angaben 250 Mitglieder in mehreren Regionalgruppen (Stand 2023).

## Arbeit
Nicht-Heterosexualität stößt in einigen jüdischen Gemeinden auf Vorbehalte. Für viele aus der Sowjetunion stammende Menschen sei das Thema Homosexualität negativ besetzt, orthodoxe Rabbiner lehnten Lebensweisen jenseits der Heteronormativität oft ab, so der Verein.
Der Verein leistet daher Aufklärungs- und Sensibilierungsarbeit innerhalb der jüdischen Gemeinden in Deutschland und fordert die Inklusion und die Rechte von queeren Juden und Jüdinnen. Er thematisiert aber auch Antisemitismus in nicht-jüdischen queeren Communities. Innerhalb der Initiative „Grundgesetz für alle“ fordert Keshet Deutschland, den Artikel 3 des Grundgesetzes um ein Diskriminierungsverbot zum Schutz von sexuellen und geschlechtlichen Identitäten zu erweitern. Der Verein organisiert Zusammenkünfte anlässlich jüdischer Feiertage, „Queer-Shabbats“ in verschiedenen Synagogen, wie 2019 erstmals in der Synagoge Fraenkelufer mit 220 Gästen, und tritt auch bei Christopher-Street-Day-Veranstaltungen mit Regenbogenfahnen mit Davidstern in Erscheinung und protestiert so gegen israelbezogenen Antisemitismus und die Behauptung angeblichen Pinkwashings in der Szene. Außerdem bildet Keshet Diversity-Trainer aus und bietet Workshops zum Thema an. In Zusammenarbeit mit der Zentralwohlfahrtsstelle der Juden in Deutschland plant Keshet eine psychosoziale Beratungsstelle aufzubauen.
„Keshet“ ist laut Spiegel eine wichtige Anlaufstelle für queere jüdische Jugendliche. „Unser Ziel ist aber nicht, dass in Deutschland jüdische LGBT-Gemeinden entstehen, sondern dass Queerness ein selbstverständlicher Teil in den schon existierenden Gemeinden wird.“, so die angehende Rabbinerin Helene Shani Braun. Keshet hat das Ziel, dass sich niemand mehr zwischen seiner queeren und jüdischen Identität entscheiden muss.
Zu den Gründungsmitgliedern gehören u. a. Dalia Grinfeld, Leo Schapiro, Monty Ott und Rosa Jellinek. Als einzige deutsche Gruppierung ist „Keshet“ Mitglied im internationalen World Congress of Gay and Lesbian Jewish Organizations
Vorstandsmitglieder
- 2018 – 2020: Dalia Grinfeld, Leo Schapiro, Monty Ott
- 2020 – 2021: Dalia Grinfeld, Leo Schapiro, Nicoleta Mena
- 2021 – 2022: Nicoleta Mena, Leo Schapiro, Rosa Jellinek
- 2022 – 2023: Nicoleta Mena, Rosa Jellinek, Dustin Opitz
- 2023 – heute: Nicoleta Mena, Rimma Ari Elbert, Karsten Haas, David Bakum (ausgeschieden)

Nach dem Attentat der Hamas auf Israel am 7. Oktober 2023 kritisierten Mitglieder von Keshet die mangelnde Solidarität der queeren Szene mit Juden. Der Berlin-Kreuzberger Club Südblock sagte eine geplante Channukah-Party des Vereins ab. Am Berliner Pridewochenende im Juli 2024 hielt Keshet erneut einen „Queer Shabbat“ in der Synagoge am Fraenkelufer ab.  Florentine Lippmann, Autorin der Jüdischen Allgemeinen schrieb darüber: „In einer Welt, die oft von Vorurteilen geprägt ist, demonstriert der Pride Shabbat eindrucksvoll, wie jüdische Traditionen und queere Identitäten nicht nur koexistieren, sondern sich gegenseitig bereichern können. Indem er Toleranz, Respekt und Vielfalt zelebriert, setzt er ein kraftvolles Zeichen, das weit über die Grenzen der jüdischen Gemeinschaft hinausreicht. Keshets Erfolg macht Mut und gibt Hoffnung - nicht nur für queere Jüdinnen und Juden, sondern für alle, die sich eine offenere und inklusivere Gesellschaft wünschen.“

## Auszeichnung
- 2020: Kompassnadel des Schwulen Netzwerks NRW[19]